# جارود باكستر
جارود باكستر (بالإنجليزية: Jarrod Baxter)‏ هو لاعب كرة قدم أمريكية أمريكي، ولد في 9 مارس 1979 في دايتون في الولايات المتحدة.

## وصلات خارجية
- جارود باكستر على موقع مرجع كرة القدم المحترفة.كوم (الإنجليزية)